# صوفيا تاراسوفا
صوفيا ميخائيلفنا تاراسوفا (الأوكرانية: Софія Михайлівна Тарасова ؛ من مواليد 31 مارس 2001) مغنية وممثلة أوكرانية. مثلت بلدها أوكرانيا في مسابقة الأغنية الأوروبية جونيور لعام 2013 ، بأغنية "We Are One" ، حيث حلت في المركز الثاني في الترتيب العام برصيد 121 نقطة، في أكتوبر 2020 أصبحت عضوًا في التشكيلة الجديدة لفرقة الفتيات الأوكرانية الطويلة نا فيرجوس.